# Honschaft Dorp (Amt Solingen)
Die Honschaft Dorp war im Mittelalter und der Neuzeit eine Honschaft im Kirchspiel und Gerichtsbezirk Solingen innerhalb des bergischen Amts Solingen. Sie umfasste das Solinger Stadtgebiet in Teilen der heutigen Stadtbezirke Solingen-Mitte und Burg/Höhscheid.
Nach Ende der französischen Besetzung zu Beginn des 19. Jahrhunderts und Auflösung des Großherzogtums Berg 1815 wurde die Honschaft Dorp – unter Beibehaltung der von den Franzosen durchgeführten kommunalen Neugliederung des Herzogtums – schließlich als Landgemeinde der Bürgermeisterei Dorp im Kreis Solingen des Regierungsbezirks Düsseldorf innerhalb der preußischen Rheinprovinz zugeordnet und war damit bis in das 19. Jahrhundert eine der untersten bergischen Verwaltungseinheiten.
Laut der Topographisch-statistischen Beschreibung der Königlich Preußischen Rheinprovinz gehörten zu der Honschaft 1830 folgende Ortschaften und Wohnplätze (originale Schreibweise):
- Weiler: Bertramsmühl, Birken, Dorp, Eick, Erstes Feld, Drittes Feld, Hippe, Grünenburg, Hoppenböcken, Jagenberg, Teil von Meigen, Schaberg, Teil von Schlicken, Spielbruch, Wieden, Steinsiepen und Windfeln
- Meierhof: Böckerhof
- Einzelne Häuser: Delswaag und Flügelsmühle
- Schleifkotten: Anschlagkotten, Arnsberger Kotten, Kirschberger Kotten, Königskotten und Schaltkotten

Mit der Erhebung der Bürgermeisterei Dorp 1856 zur Stadt entfielen die Honschaften als Verwaltungseinheit.